# Andrzej Siemiński

Andrzej Siemiński (2011)

Andrzej Siemiński (ur. 2 listopada 1944 w Wąwolnicy, zm. 1 listopada 2015 w Kazimierzu Dolnym) – polski malarz; żył i tworzył w Kazimierzu Dolnym nad Wisłą.

## Życiorys
Andrzej Siemiński studiował w latach 1972–1977 malarstwo na Akademii Sztuk Pięknych w Warszawie, w pracowni prof. Stefana Gierowskiego.
W latach 1988–1991 przebywał i tworzył w USA. W 1991 r. wrócił do rodzinnego Kazimierza wraz z poślubioną w Nowym Jorku żoną Katarzyną. Jest autorem 14 obrazów do stacji Męki Pańskiej w Kościele Farnym w Kazimierzu Dolnym. Był współzałożycielem Kazimierskiej Konfraterni Sztuki i współautorem dzieła szesnastu malarzy Konfraterni zatytułowanego Gdzie tak naprawdę tworzył Szekspir, czyli nieznane kartki z dziejów Kazimierza.

## Wystawy
- 1967 - wystawa malarzy amatorów w Domu Kultury w Puławach (pierwsza nagroda)
- 1970 - wystawa na KUL wraz z Jackiem Grzeleckim i Piotrem Szemińskim
- kwiecień 1971 - wystawa indywidualna w galerii Klubu Medyka w Warszawie
- grudzień 1978 - wystawa zbiorowa XVII debiut absolwentów ASP w Warszawie w "Starej Kordegardzie"
- lipiec - sierpień 1980 - wystawa Malarstwo Andrzeja Siemińskiego w Galerii Letniej Muzeum Kazimierza Dolnego (wstęp do katalogu wystawy zatytułowany Pochwała malarstwa napisał Piotr Matywiecki)
- styczeń 1989 - Andrzej Siemiński – Paintings w Polish American Artists Society (PASS)- pierwsza nowojorska wystawa A. Siemińskiego.[5]
- 1990 - prezentacja  w domu Krystyny Iłłakowicz-Lipińskiej w Greenwich Village (znaczne zainteresowanie środowisk polonijnych)
- styczeń 1991 - indywidualna wystawa malarstwa w Polskim Instytucie Naukowym w N.Y.
- 1991 r. - wystawa indywidualna w gmachu ONZ w Nowym Jorku
- lipiec - sierpień 1993 - wystawa indywidualna w Galerii Letniej Muzeum Nadwiślańskiego w Kazimierzu Dolnym
- 1994 - wystawy indywidualne w Domu Chemika w Puławach i w Domu Kultury w Gołębiu
- marzec 2004 - wystawa malarstwa Andrzeja Siemińskiego i fotografii Tadeusza Pałki w Instytucie Kultury Polskiej w Lipsku (Niemcy)
- 22 maja - 24 lipca 2011 - wystawa indywidualna w Galerii "J" w Łodzi
- 18-24 listopada 2018 - Kazimierskie Zaduszki Artystyczne'18, pośmiertna wystawa poświęcona Andrzejowi Siemińskiemu w Plebanii Parafii Rzymskokatolickiej pw. Św. Jana Chrzciciela i Św. Bartłomieja Apostoła w Kazimierzu Dolnym[6]
- 19 stycznia - ... 2020 ANDRZEJ SIEMIŃSKI. DUCH I MIEJSCE, Muzeum Nadwiślańskie w Kazimierzu Dolnym